# اچ‌ان‌ال‌ام‌اس او ۲۲
اچ‌ان‌ال‌ام‌اس او ۲۲ (به انگلیسی: HNLMS O 22) یک زیردریایی بود که طول آن ۷۷٫۷ متر (۲۵۴ فوت ۱۱ اینچ) بود. این زیردریایی در سال ۱۹۴۰ ساخته شد.